# ホンダ・モビリオ
モビリオ（MOBILIO）は、本田技研工業が生産、販売していたコンパクトミニバン型の小型乗用車。

## 初代 GB1/2型（2001年 - 2008年）
キャパの後継として2001年に登場。ベースとなるのは初代フィットで、グローバルスモールプラットフォームを使用した7人乗りのコンパクトミニバンである。
ヨーロッパの「ユーロトラム」をモチーフにした斬新なデザインで、クルマを生活道具として使いこなしたいと考える顧客をターゲットに、全長が約4 mというコンパクトボディながら、ショートノーズ化と低床のパッケージングにより、コンパクトミニバンとして初めて3列シートの7人乗りを実現しながらも、1,705 mmの全高からなる1,360 mmの高い室内高により、背の高い荷物や約2.6 mの長い荷物も積載可能な多彩なシートアレンジが可能である。
後席のドアは狭い場所でも乗り降りしやすい左右両側にスライドドアを採用した。シャシは初代フィットと共通のプラットフォームを使用しており、燃料タンクを前席の下に配置している。インテリアは大きなグラスエリアにより室内空間の広さと開放感を持たせるもので、ドアガラス下端を低い位置に設定して小さな子供でも外の景色が楽しめるように工夫されている。スライドドアの窓は、一般的な上下スライドのパワーウィンドウではなく手動チルト式を採用している。
居住性だけでなく走行性能や経済性においても評価が高く、特に女性ユーザーの支持を得て、ファミリー層を中心に販売された。
エンジンはi-DSI仕様のL15A型（8バルブ）のみであったが、マイナーチェンジの際に16バルブ・VTEC化されたものが追加された。なお、使用環境によりCVTのスタートクラッチがジャダーして発進時に異常振動を起こすとして2010年に保証期間が延長され、CVTオイル又は、当該クラッチの交換が販売店にて実施された。
- 2001年
  - 10月26日 - 「S･U･U」の名称で第35回東京モーターショーに出展[2]。
  - 12月21日 - 発表および発売。
- 2002年12月20日 - マイナーチェンジ。ショックアブソーバーが改良されたほか、イモビライザーキーやパワースライドドア、ボディ同色電動格納式リモコンドアミラーなどを標準またはオプションとして設定。
- 2003年5月15日 - FF仕様が改良され「超−低排出ガス」認定を取得した。また、「W」タイプの内外装の質感を高めた特別仕様車「Cスタイル」を追加。同時に、2列目左側席に電動で回転・昇降するリフトアップシートや、リア荷室部分に車椅子固定装置を装備した福祉車両の「モビリオ アルマス」を発表（発売は7月11日）。
- 2004年1月16日 - マイナーチェンジ。
  - 外観は、フロントマスクが変更され、リアコンビランプも一部クリア化された。また、発売当初からあったカラフルな車体色を廃止し、代わりにシックな色を設定している。16バルブVTECエンジンと、マニュアルシフトを備えたCVTを搭載した仕様を追加。一部タイプに、両側パワースライドドア、HDDナビがオプション設定。
- 2005年
  - 9月1日 - 「A」タイプにパワースライドドアやイージードアクローザー、イモビライザーを標準装備した特別仕様車「スマイル エディション」が追加。
  - 12月15日 - マイナーチェンジ。新ボディカラーの追加と、パワースライドドアを全車に標準装備するなど装備の見直しや、グレードバリエーションが変更。
- 2006年7月20日 - 全タイプに特別仕様車「HDDナビ ファイン エディション」と、「X」タイプに特別仕様車「ファイン エディション」が追加される。
- 2008年
  - 4月[3] - 生産終了。以降は在庫対応分のみの販売となる。
  - 5月29日 - 後継車フリードが発表される（発売は翌5月30日）。当初はモビリオも引き続き継続販売されていたが、翌月の6月25日にカタログラインナップから削除され、販売を終了した。新車登録台数の累計はスパイクと合算して30万4195台[1]。

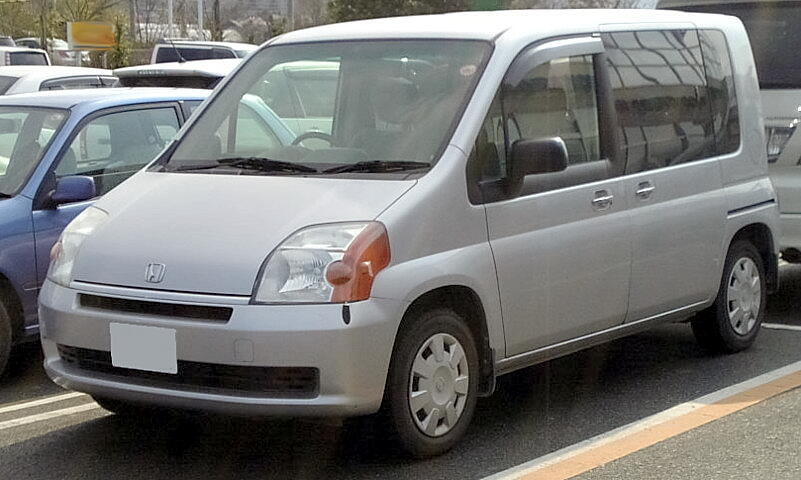
前期型（2001年12月 - 2004年1月）
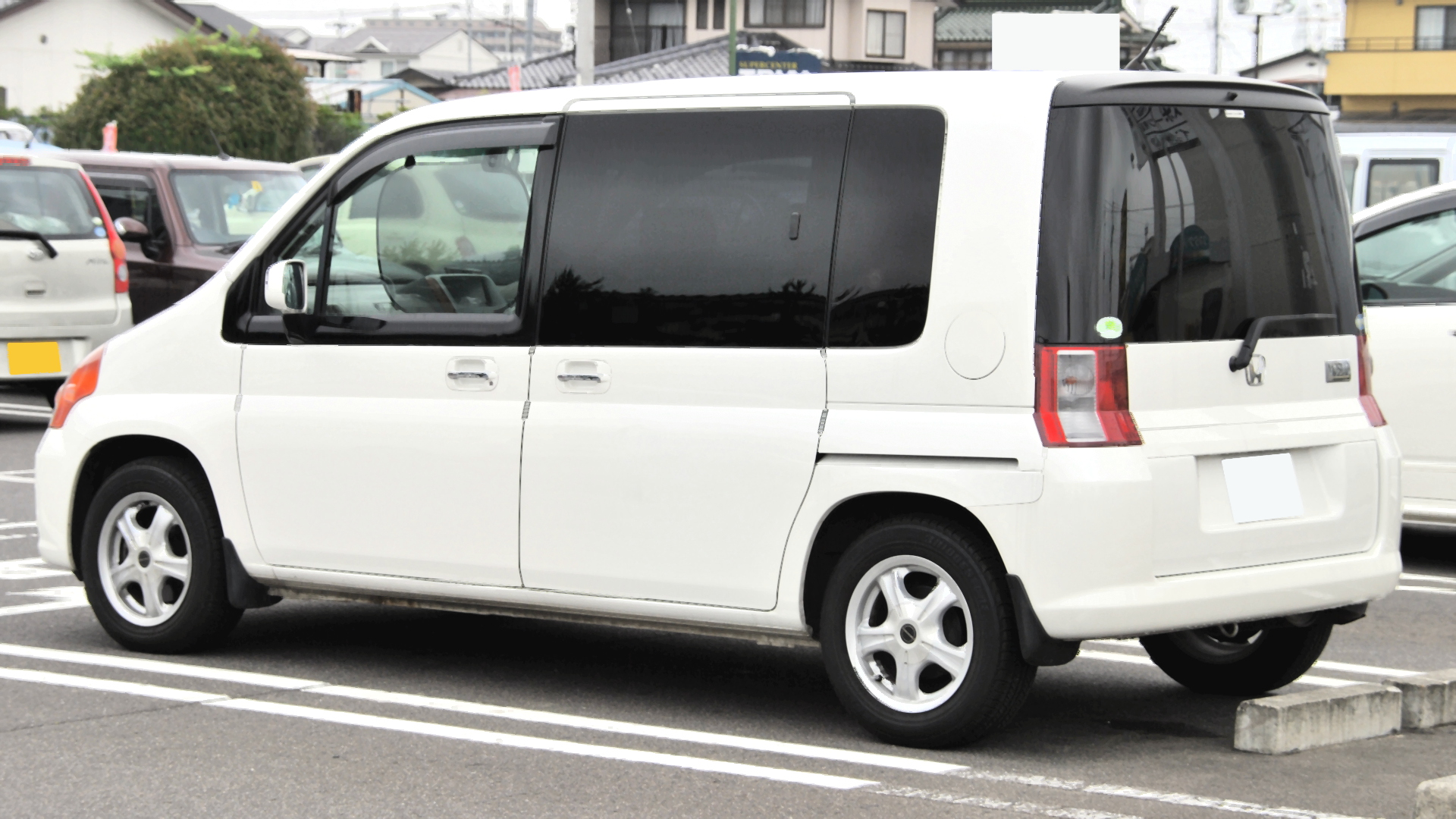
前期型（リア）

### 福祉車両
モビリオ アルマス (Mobilio almas)
2列目に電動で回転および昇降する座席を備え、また、荷室に車椅子を固定する装置を備えるなどしたものである。3列目の座席は無く、乗車定員は4人となっている。2003年7月11日より販売し、2004年1月30日と2006年1月12日にマイナーチェンジされた。

### 取扱販売店
- Honda Cars店

販売網統合前よりホンダディーラー四輪全店（プリモ店、クリオ店、ベルノ店）で購入が可能だった。

## 2代目 DD4型（2014年 - 2024年）
2013年9月19日、インドネシア国際モーターショーにおいてアジア新興国向けのプロトモデルが公開され、2014年1月よりインドネシアで販売を開始した。
インドネシア国内でニーズの高いマルチパーパスビークルで、直列4気筒 1.5L i-VTECエンジンを搭載した3列シートで7人乗りの車両である。タイとインドネシアの研究所が共同開発した。道路環境を考慮し最低地上高は189 mmを確保している。生産はインドネシアのピー・ティ・ホンダプロスペクトモーター（HPM）に新設された第二工場で行われる。2014年の生産目標は、新車効果を見込んだ上での10万台。インドネシアにおけるホンダ車の最多販売車種となる見込み。
2014年、インドネシア自動車専門誌で最も権威のあるOtomotif Awardカーオブザイヤー2014を受賞した。
2014年7月23日、インドで販売開始。1.5Lディーゼルエンジン仕様や、スポーティグレードのRSも設定。RSには専用エアロパーツ、プロジェクターヘッドランプやLEDデイライト、15インチタイヤ、内装ではレザートリムなどが用意される。
2014年9月12日、タイ市場への導入を発表。アユタヤ工場で現地生産される。
2017年1月13日、インドネシア仕様をマイナーチェンジ。外観ではヘッドランプやフロントグリル等、内装では前列シート等が刷新された。
2017年5月9日、タイ仕様をマイナーチェンジ。
2017年7月、需要低迷によりインドでの販売を終了。

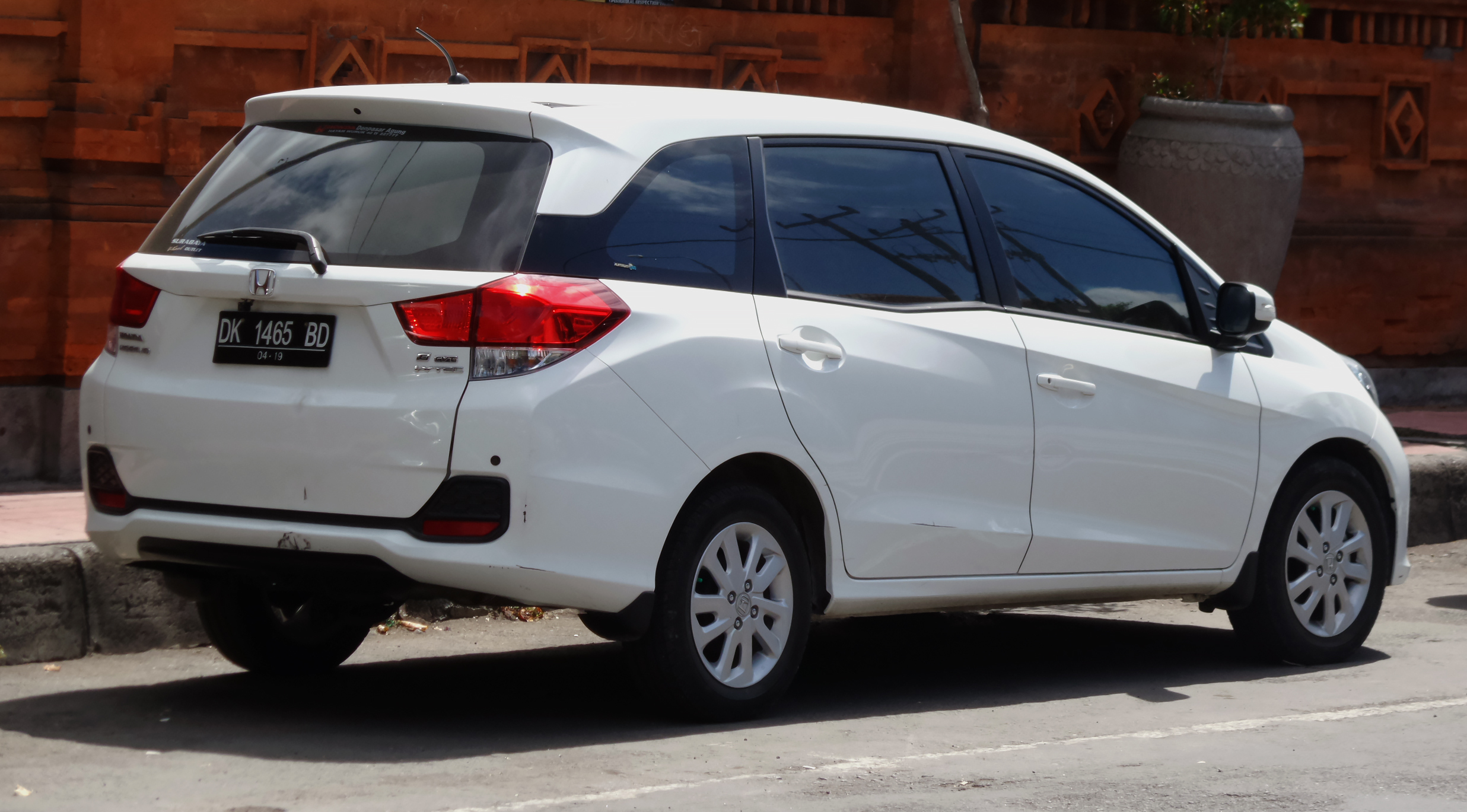
2014年1月販売型（リア）
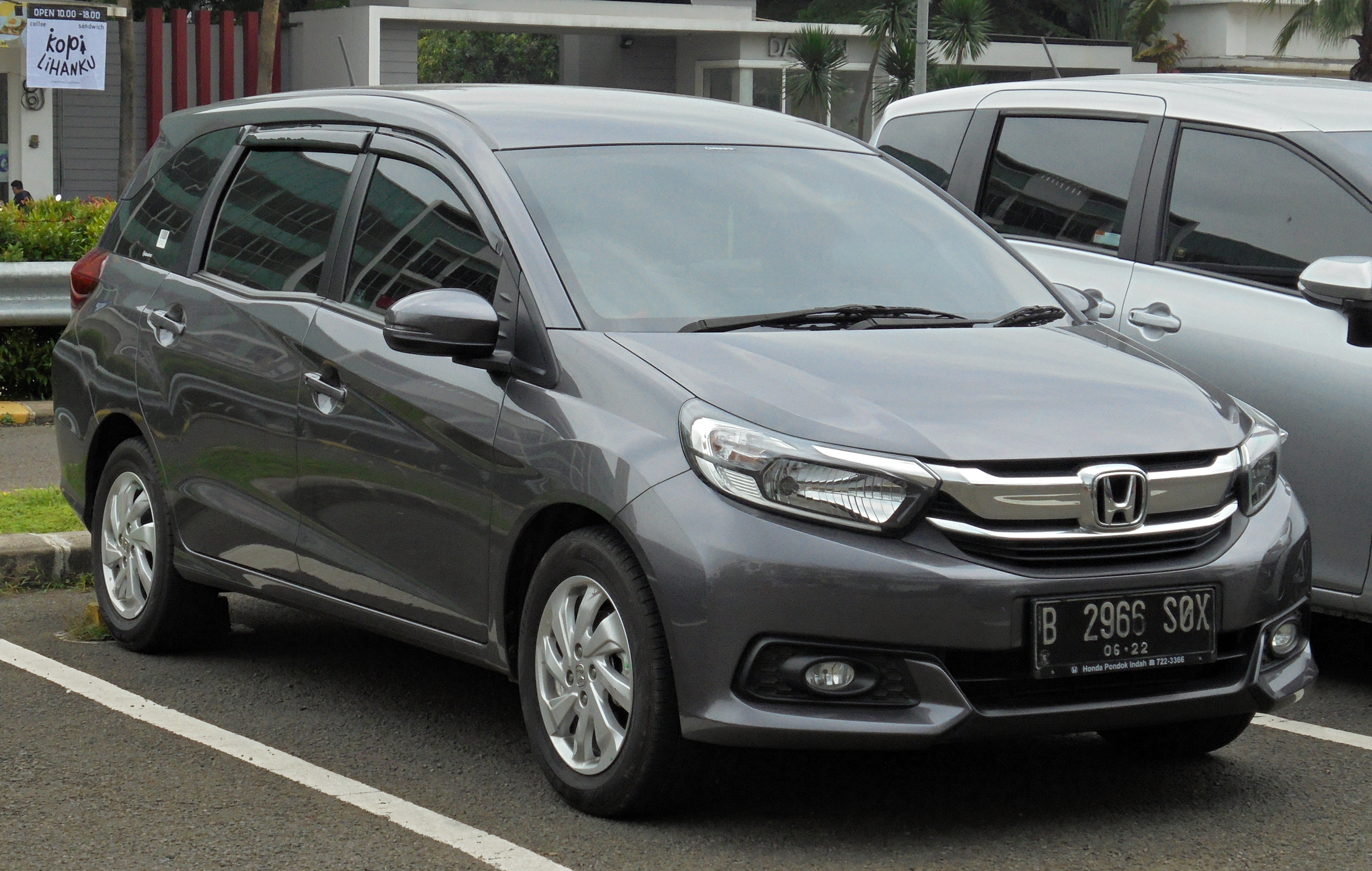
2017年1月販売型
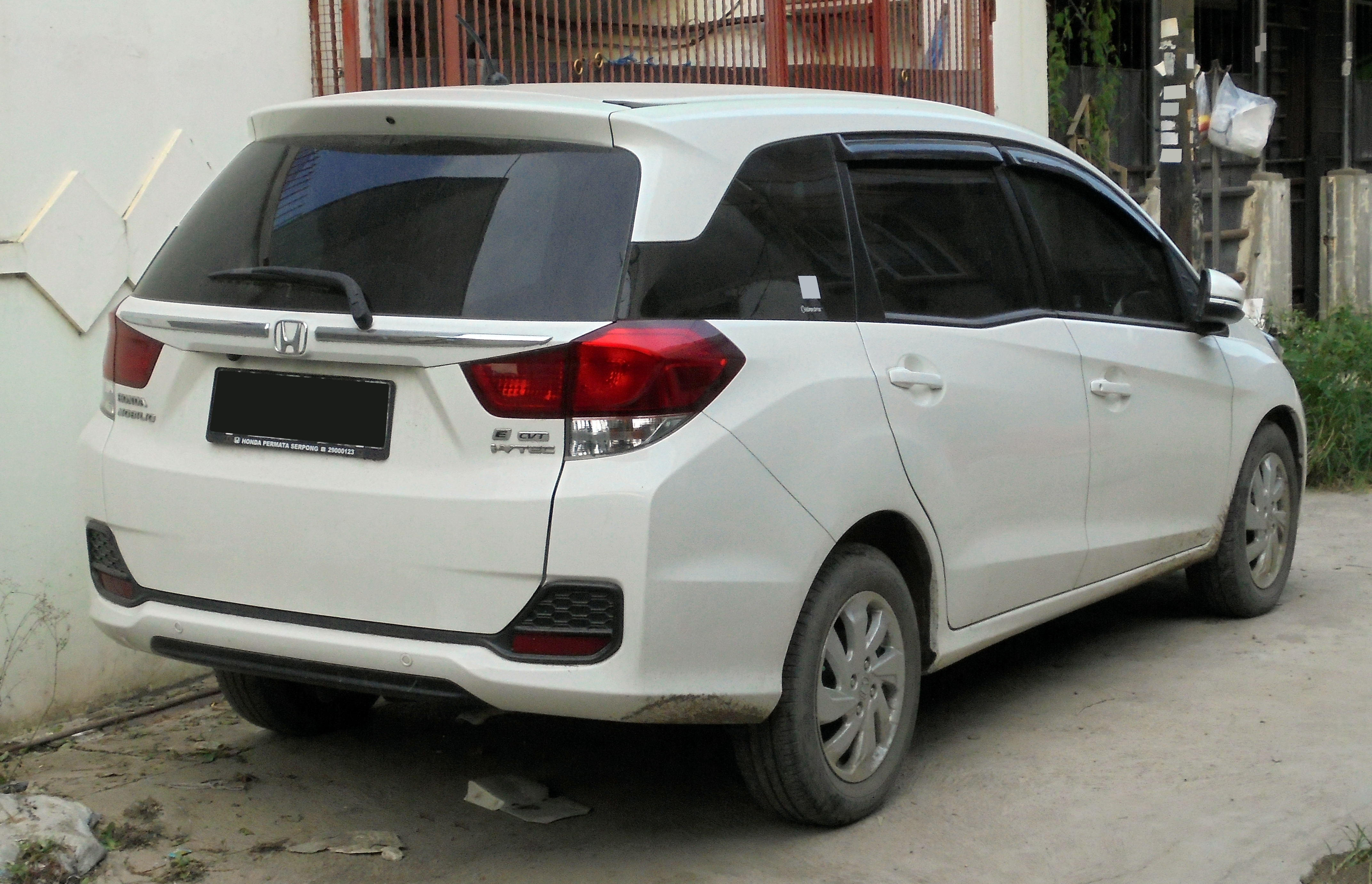
2017年1月販売型（リア）
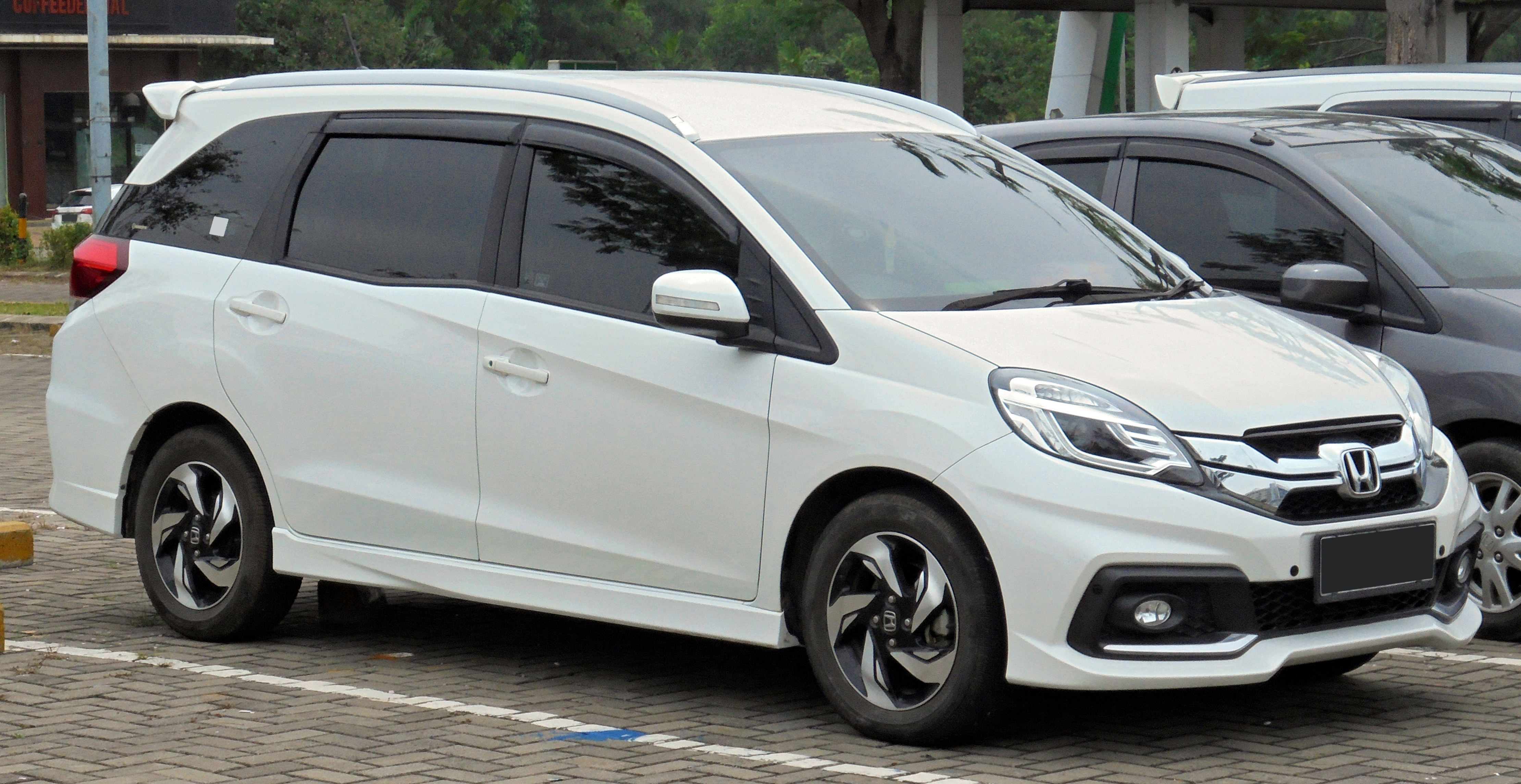
2014年1月販売型RSグレード
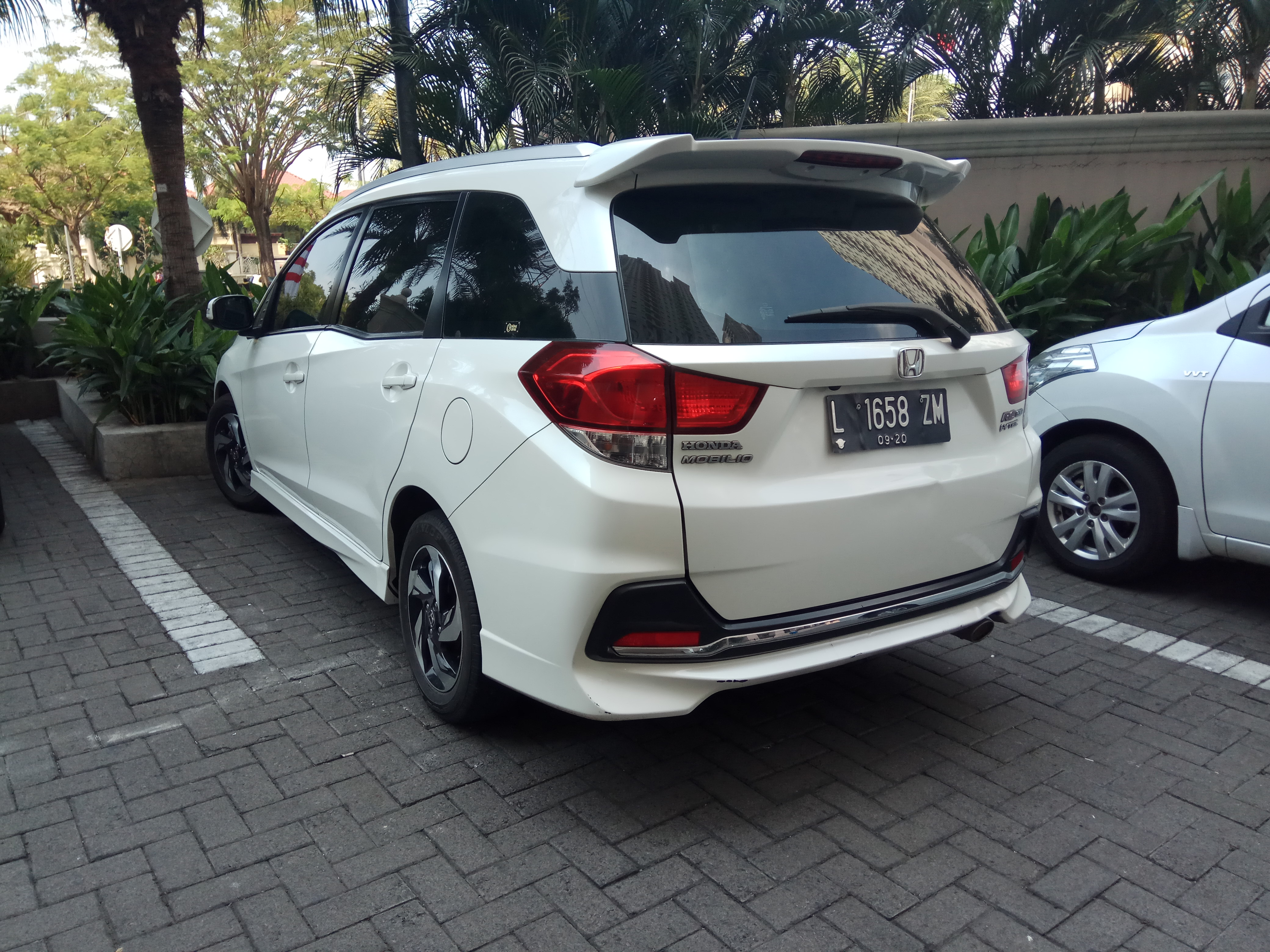
2014年1月販売型RSグレード（リア）
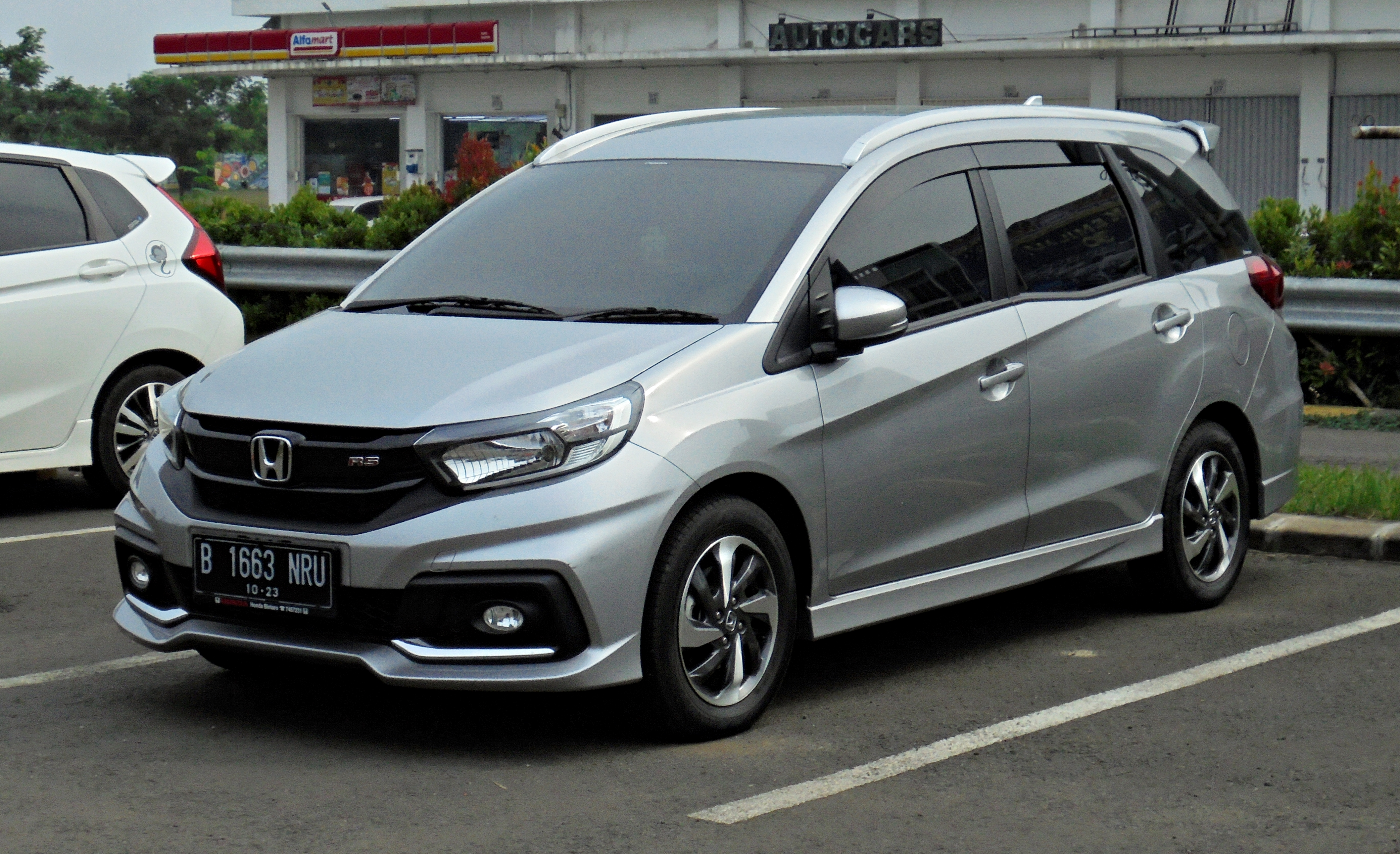
2017年1月販売型RSグレード
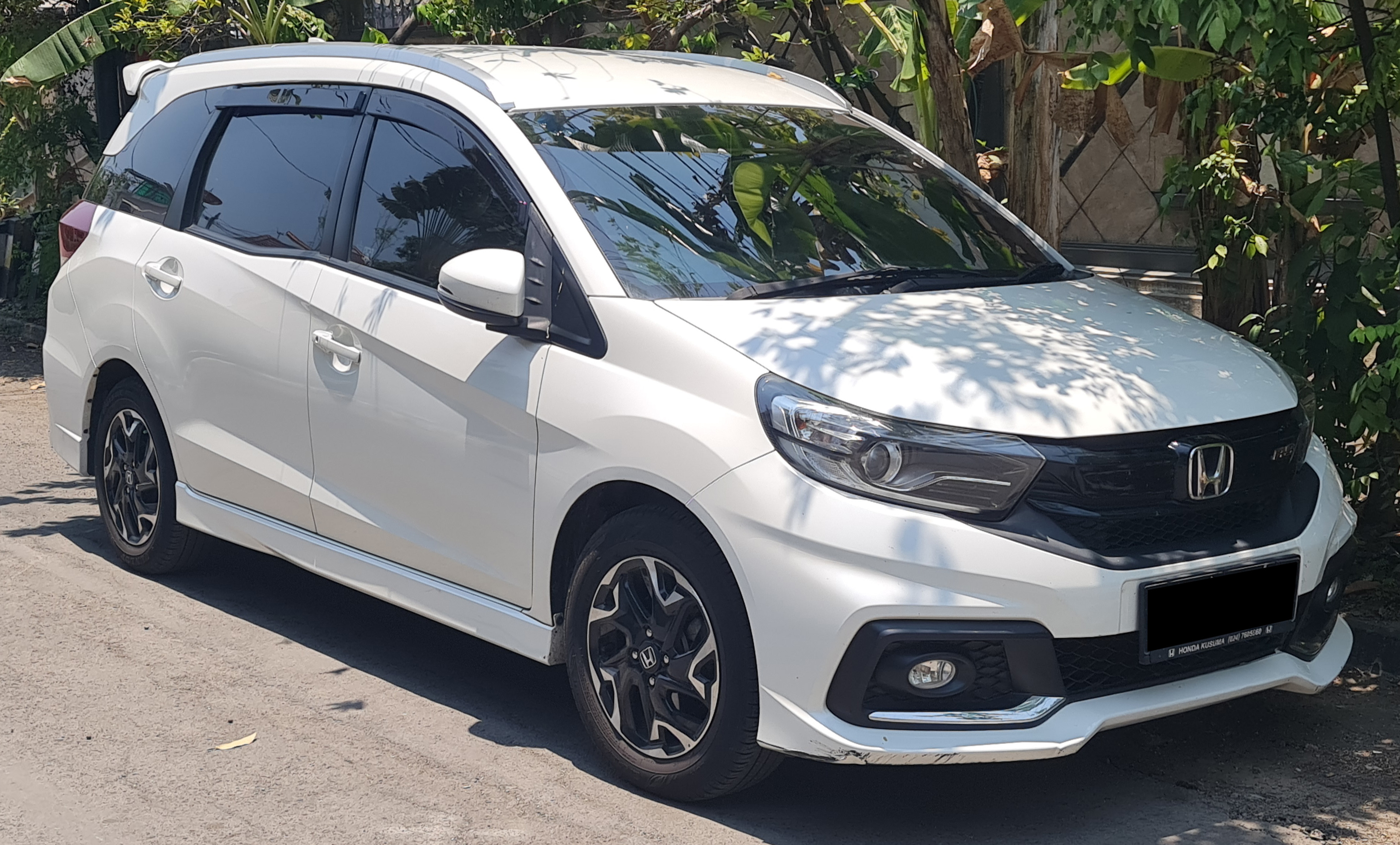
2019年2月販売型RS
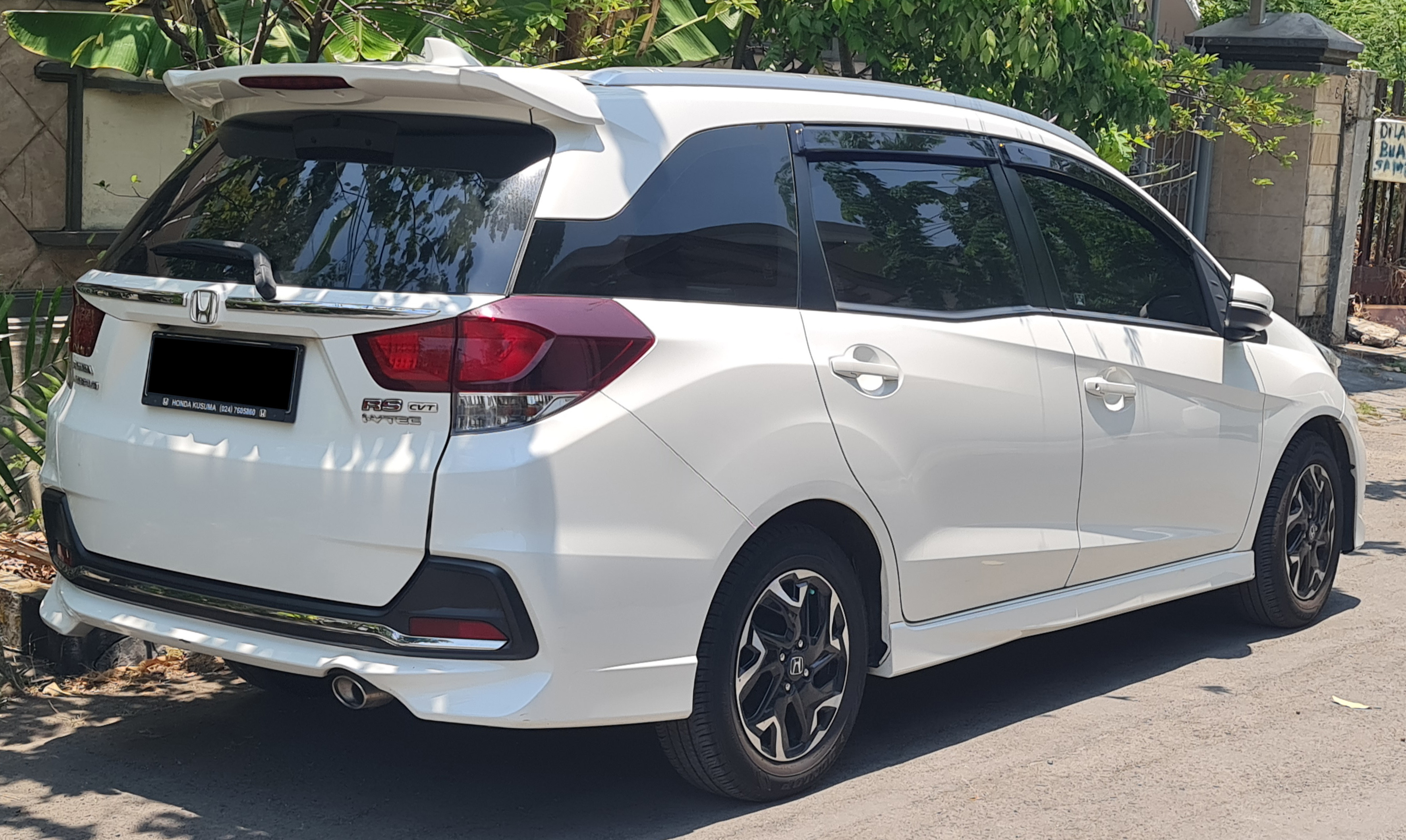
2019年2月販売型RS（リア）
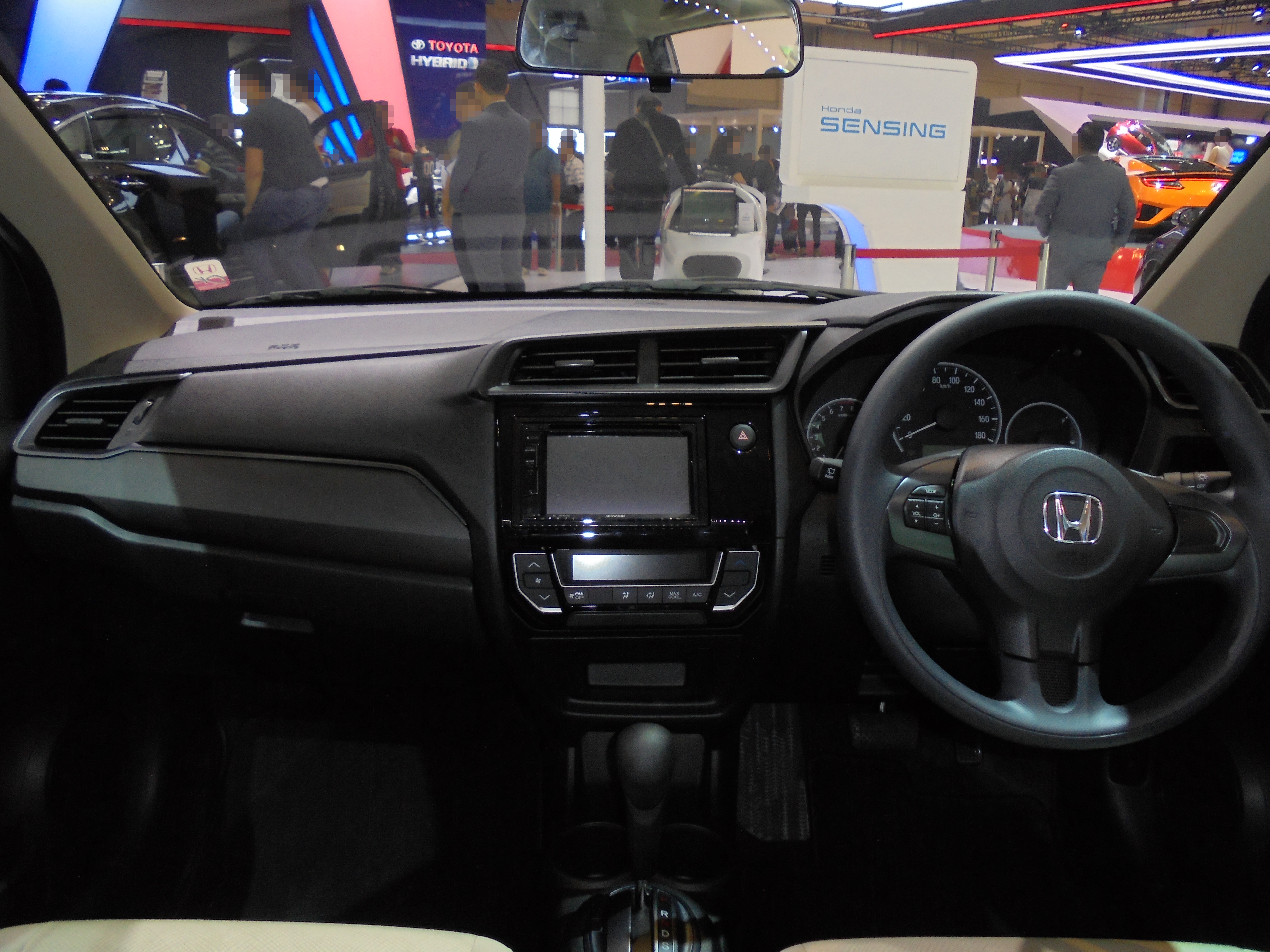
2019年2月販売型(室内)

## 車名の由来
- Mobility（移動体）Mobile（移動しやすい）からの造語。

## 搭載エンジン
初代
L15A型
- エンジン種類：水冷直列4気筒横置き
- 弁機構：SOHC チェーン駆動 吸気1 排気1 i-DSI 、SOHCチェーン駆動 吸気2 排気2 VTEC
- 最高出力：90 PS/5,500 rpm (i-DSI)、110 PS/5,800 rpm (VTEC)
- 最大トルク：13.4 kgf·m/2,700 rpm (i-DSI)、14.6 kgf·m/4,800 rpm (VTEC)
- 総排気量：1,496 cc
- 内径×行程：73.0 mm × 89.4 mm
- 圧縮比：10.8 (i-DSI)、10.4 (VTEC)
- 燃料供給装置形式：電子制御燃料噴射式 (PGM-FI)
- 使用燃料種類：無鉛レギュラーガソリン
- 燃料タンク容量：42L

2代目
L15Z1型
- エンジン種類：水冷直列4気筒横置き
- 弁機構：SOHC チェーン駆動 SOHCチェーン駆動 吸気2 排気2 i-VTEC
- 最高出力：117 PS/6,000 rpm
- 最大トルク：14.9 kgf·m/4,700 rpm
- 総排気量：1,497 cc
- 内径×行程：73.0 mm × 89.4 mm
- 圧縮比：10.3
- 燃料供給装置形式：電子制御燃料噴射式 (PGM-FI)
- 使用燃料種類：無鉛レギュラーガソリン
- 燃料タンク容量：42L

N15A型
- エンジン種類：水冷直列4気筒横置き
- 弁機構： DOHC チェーン駆動 吸気2 排気2 i-DTEC
- 最高出力：99 PS/3,600 rpm
- 最大トルク：20.4 kgf·m/1,750 rpm
- 総排気量：1,498 cc
- 内径×行程：76.0 mm × 82.5 mm
- 圧縮比：16.0
- 使用燃料種類：軽油
- 燃料タンク容量：42L